# Baumberg (Monheim am Rhein)

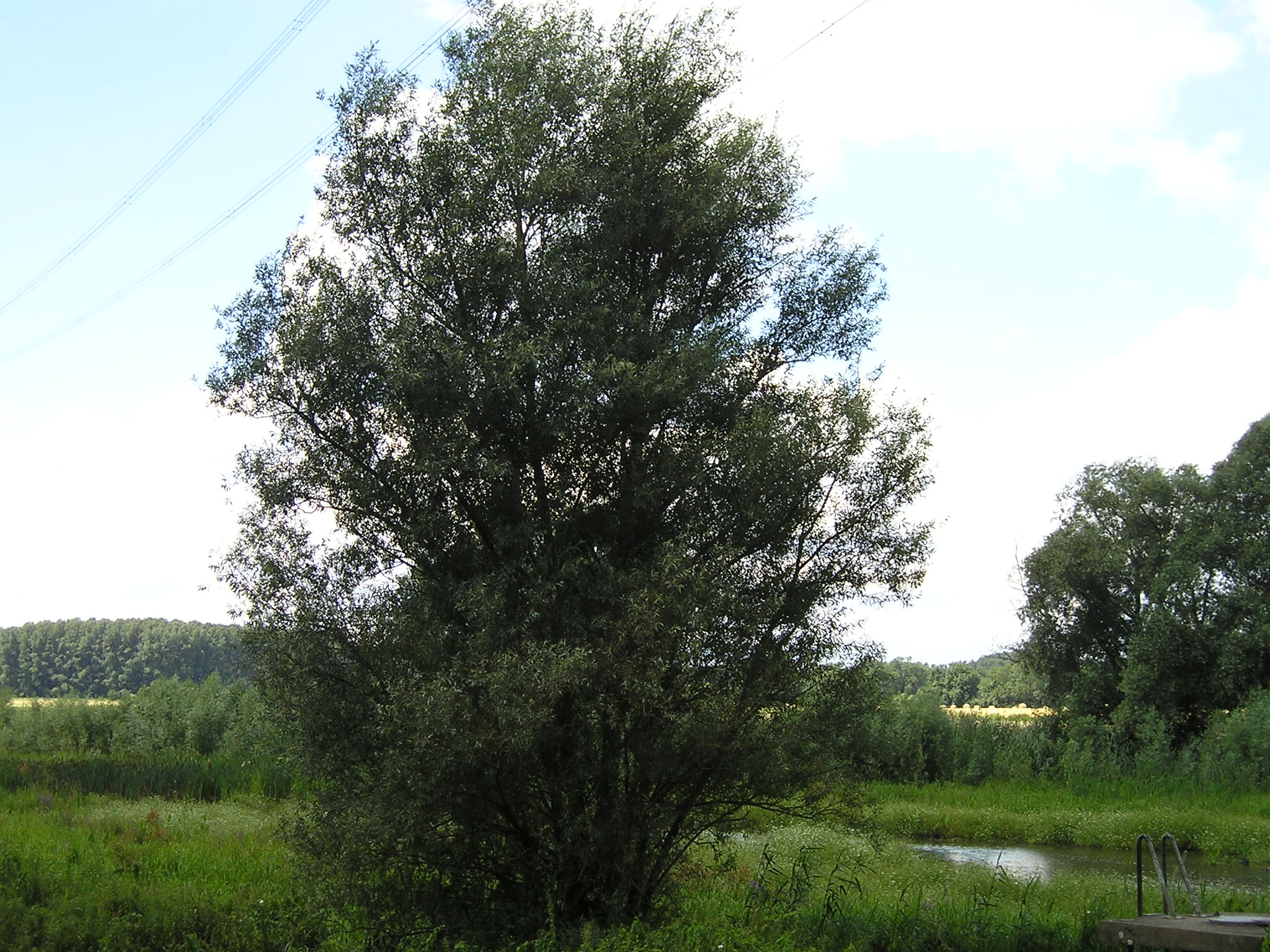
Baumberg Aue

Baumberg ist ein Stadtteil von Monheim am Rhein, einer Stadt im Kreis Mettmann (Nordrhein-Westfalen).

## Geschichte
Baumberg wurde im Jahre 1296 als „Boimberg“ erstmals urkundlich erwähnt. Siedlungskerne waren Hofanlagen wie Kirberger, Sander-, Verresberger und Hoher Hof. In der Baumberger Aue, auch Urdenbacher Kämpe genannt, liegt Haus Bürgel, das auf den Überresten eines römischen Kastells aus der Amtszeit von Konstantin I. (306 bis 337) gebaut wurde.
Bis in das 20. Jahrhundert war Baumberg ein Dorf, das von Rheinfischerei, Landwirtschaft, Ziegenzucht und althergebrachtem Handwerk wie der Korbflechterei lebte. Die Aal-Räucherei in Baumberg bestand von 1857 bis 2009 und verwendete Fische aus eigenem Fang, bis in den 1960er Jahren die Wasserverschmutzung des Rheins zu groß wurde, und danach Aale aus Nordeuropa.
Ende 1900 betrug die Einwohnerzahl rund 1200, der Anteil der Katholiken lag bei 98 Prozent.
Die Gemeinden Monheim und Baumberg traten im November 1902 dem Ziegenzuchtverband des Landkreises Solingen bei. Die Ziege, umgangssprachlich Hippe genannt, war die Kuh des kleinen Mannes. Der Landkreis förderte insbesondere in der kleinen und armen Landgemeinde Baumberg die Ziegenzucht. An der Schallenstraße wurde eigens eine Bockstation eingerichtet.
1908 wurde die Freiwillige Feuerwehr Baumberg gegründet.
1929 gehörte Baumberg zum neugegründeten Rhein-Wupper-Kreis.
Nach dem Zweiten Weltkrieg – die Gemeinde hatte 1946 knapp über 2000 Einwohner – begann ein dauerhaftes Bevölkerungswachstum.
Baumberg gab 1951 seine Selbstständigkeit auf und schloss sich mit der südlich gelegenen Nachbargemeinde Monheim zusammen. Am 1. Januar 1975 wurde die Stadt Monheim, zu der auch Baumberg gehörte, im Rahmen der landesweiten Gebietsreform nach Düsseldorf eingemeindet, wobei der Stadtteil Hitdorf abgetrennt und in die Stadt Leverkusen eingegliedert wurde. Nach erfolgreicher Klage vor dem Landesverfassungsgerichtshof in Münster wurde die Stadt am 1. Juli 1976 wieder selbständig. Der frühere Stadtteil Hitdorf verblieb jedoch bei Leverkusen und der Stadtteil Baumberg bei Monheim. Baumberg und Monheim bilden heute die Stadt Monheim am Rhein mit einer Gesamtfläche von 2312 Hektar, der Anteil Baumbergs beträgt 612 Hektar.
Von 1952 bis 1956 wurde die Arbeitersiedlung der Hein Lehmann AG errichtet.
Ab 1965 beschleunigte sich das Anwachsen der Bevölkerung durch forcierten Wohnungsbau erheblich. 1965 zählte Baumberg fast 5000 Einwohner, 1969 bereits über 10.000. In Baumberg-Ost entstand eine neue Wohnsiedlung mit großen Geschossbauten, aber auch zahlreichen Einfamilienhäusern, das sogenannte Österreichviertel.

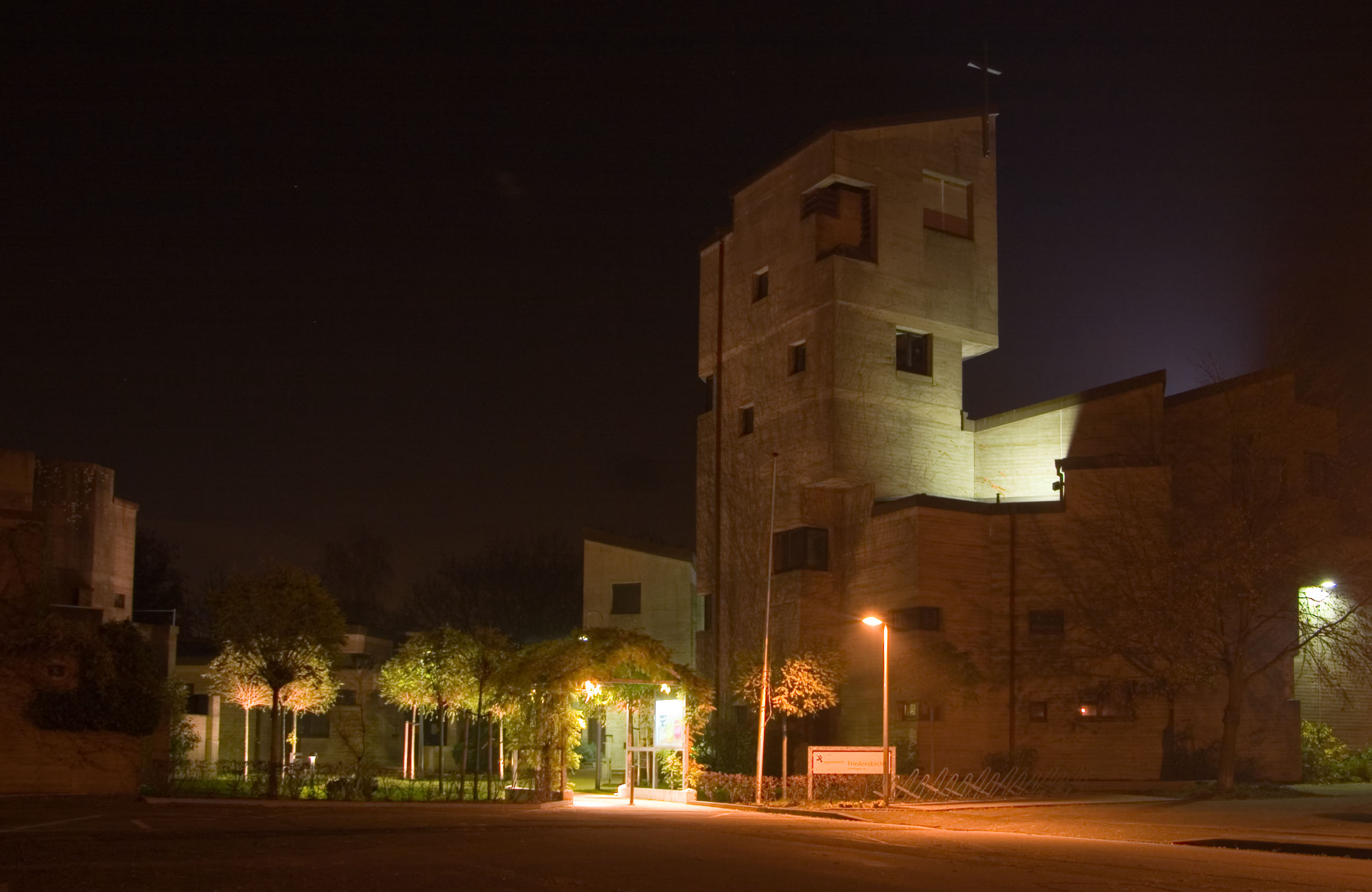
Evangelische Friedenskirche

Durch den Zuzug wurde der Anteil der evangelischen Bürger in Baumberg größer, so dass in den 1960er Jahren der Bau einer eigenen evangelischen Kirche für Baumberg erforderlich wurde, die im Volksmund aufgrund der architektonischen Gestaltung auch Bunker genannt wurde (daher hieß die seit 1975 bestehende Zeitung der evangelischen Kirchengemeinde Baumberg Bunker-Echo). Der Betonbau wurde nach Entwürfen des Schweizer Architekten Walter Maria Förderer gestaltet. In den 1980er Jahren wurde die evangelische Kirche auf den Namen Friedenskirche getauft.

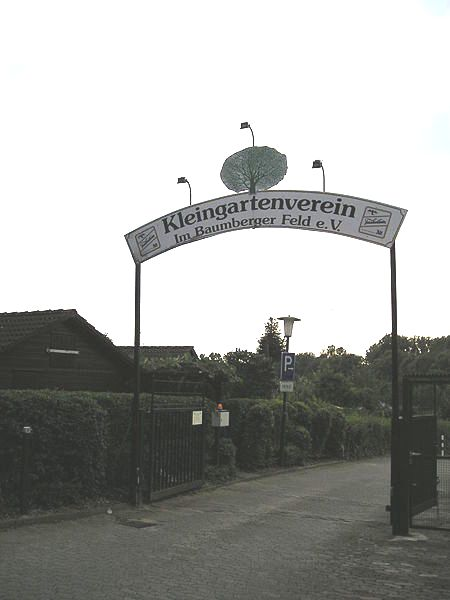
Kleingarten im Baumberger Feld

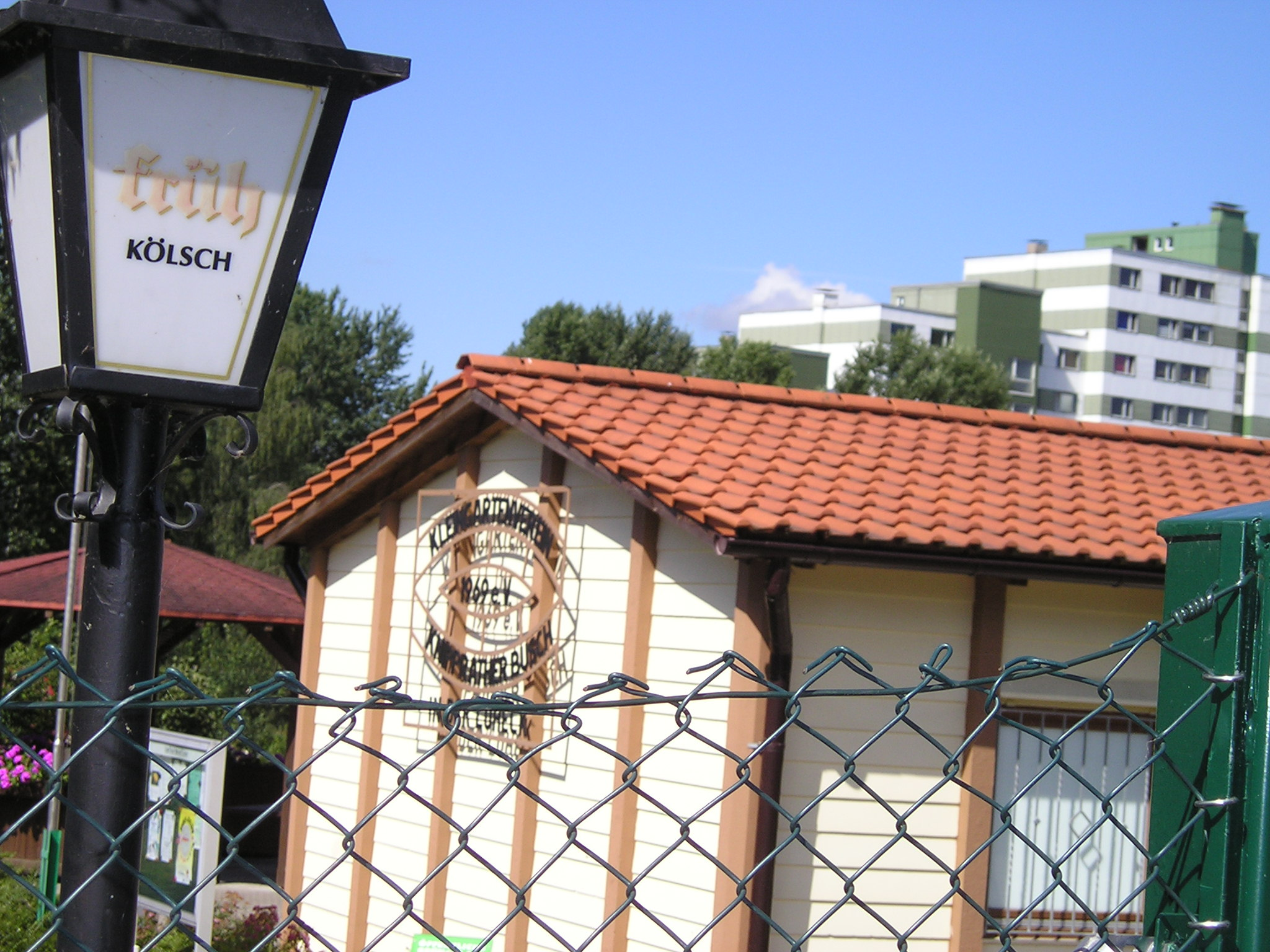
Vereinsheim des KGV Knipprather Busch 1969 e. V. In der Loheck

Mitte der 1980er Jahre wurde die Kleingartenanlage Im Baumberger Feld an der Grenze zu Düsseldorf-Hellerhof angelegt.
2002 erfolgte der Umzug des Kleingartenvereins Knipprather Busch zur Loheck in Baumberg, da der ursprüngliche Standort auf der früheren Henkel-Deponie saniert werden sollte.
Am 26. September 2004 enthüllte der Verein Boomberger Hippegarde zur Erinnerung an die ehemalige Ziegenzuchtstation des Landkreises Solingen auf einer Verkehrsinsel an der Einmündung Schallenstraße / Im Sträßchen ein Denkmal. Die Bronzeplastik ist industriell gefertigt und zeigt einen auf den Hinterbeinen stehenden Ziegenbock.
Etwa ein Drittel der etwa 43.000 Einwohner Monheims lebten im Juli 2004 im Stadtteil Baumberg.

### Katholische Gemeinde
Die Katholische Gemeinde wurde 1296 erstmals erwähnt

## Infrastruktur

### Verkehrswege
Baumberg ist über fünf Straßen erreichbar. Zwei kommen vom südlich gelegenen Monheim am Rhein, die Monheimer Straße und die Baumberger Chaussee, eine, der Urdenbacher Weg (Landesstraße 293), verbindet über die Urdenbacher Kämpe mit dem nördlich gelegenen Düsseldorf-Urdenbach; eine, der Garather Weg (Kommunalstraße 13), westlich mit Düsseldorf-Hellerhof und eine, die Berghausener Straße (Landesstraße 353), westlich mit Langenfeld i. Rhld. Über diese Straße besteht mit dem Anschluss Nr. 24 (Richrath / Baumberg) eine Anbindung an die Bundesautobahn 59. Die nächstgelegene Möglichkeit zur Überquerung des Rheins bietet die Autofähre von Düsseldorf-Urdenbach nach Dormagen-Zons im Rhein-Kreis Neuss. Seit Sommer 2012 quert am Wochenende eine Fähre von Monheim am Rhein nach Dormagen-Piwipp den Rhein. Der Fährbetrieb des sogenannten „Piwipper Böötchens“ findet 2013 von Ende März bis Ende Oktober statt.

### Öffentlicher Personennahverkehr

#### Omnibus
Im Öffentlichen Personennahverkehr verkehren durch Baumberg einige Buslinien:
- Linie 777[14] SB78[15]
- Linie 788[16],789[17]

Die Buslinien werden von den Bahnen der Stadt Monheim betrieben. Die Haltestellen Düsseldorf-Hellerhof, Düsseldorf-Benrath und Düsseldorf-Reisholz der S-Bahn-Linie S 6 (Köln – Düsseldorf – Essen) befinden sich in der Nachbarstadt Düsseldorf und sind mit der Buslinie 789 erreichbar. Den Haltepunkt in Benrath fährt außerdem die Buslinie 788 an. Der Bahnhof Langenfeld-Berghausen ist seit 2017 über die Linien 777 und Schnellbus SB78 angebunden. Die Stadt Monheim und ihr Verkehrsunternehmen, die Bahnen der Stadt Monheim gehören sowohl zum Verkehrsverbund Rhein-Ruhr (VRR) als auch zum Verkehrsverbund Rhein-Sieg (VRS). Auf den durch Baumberg verkehrenden Buslinien gilt jedoch ausnahmslos der Tarif des VRR. Der VRS-Tarif wird nur angewendet, wenn andere Städte im VRS-Tarifraum (z. B. Leverkusen oder Köln) angefahren werden.

#### Straßenbahn
1908 rollte die erste Straßenbahn zwischen Monheim und Bahnhof Langenfeld und wurde schnell zum wichtigsten Verkehrsmittel. Infolge der Motorisierung nach dem Zweiten Weltkrieg reduzierten sich die Fahrgastzahlen drastisch; die letzte Straßenbahn mit der Endhaltestelle in der Hauptstraße unterhalb der Kirche St. Dionysius fuhr am 15. Juni 1963.

### Öffentliche Einrichtungen

#### Bürgerbüro
Seit dem 1. April 2015 können jeweils mittwochs von 9 bis 12 Uhr alle Bürgeranliegen in einer Zweigstelle des Monheimer Bürgerbüros angesprochen werden. Es befindet sich in den Räumlichkeiten einer Bank an der Hauptstraße 64, Ecke Thomasstraße.
Das vorher seit dem 18. April 2000 im Holzweg 95 einmal wöchentlich geöffnete Bürgerbüro fand nur wenig Anklang. Es wurde als Folge des vom Rat verabschiedeten Sparpakets am 9. November 2005 geschlossen.

#### Feuerwehr
Die 1908 gegründete Freiwillige Feuerwehr Baumberg gehört heute der Freiwilligen Feuerwehr der Stadt Monheim am Rhein an und wird als Löschzug II Baumberg geführt. Der Löschzug ist im Feuerwehrhaus an der Kreuzung Kreuzstraße/Thomasstraße untergebracht.

#### Krankenhaus
Über ein Krankenhaus verfügte Baumberg nie. Das St.-Josef-Krankenhaus in Monheim wurde 2013 geschlossen.

#### Sportanlage
1981 wurde die Bezirkssportanlage im Österreichviertel eingerichtet.

### Wirtschaft

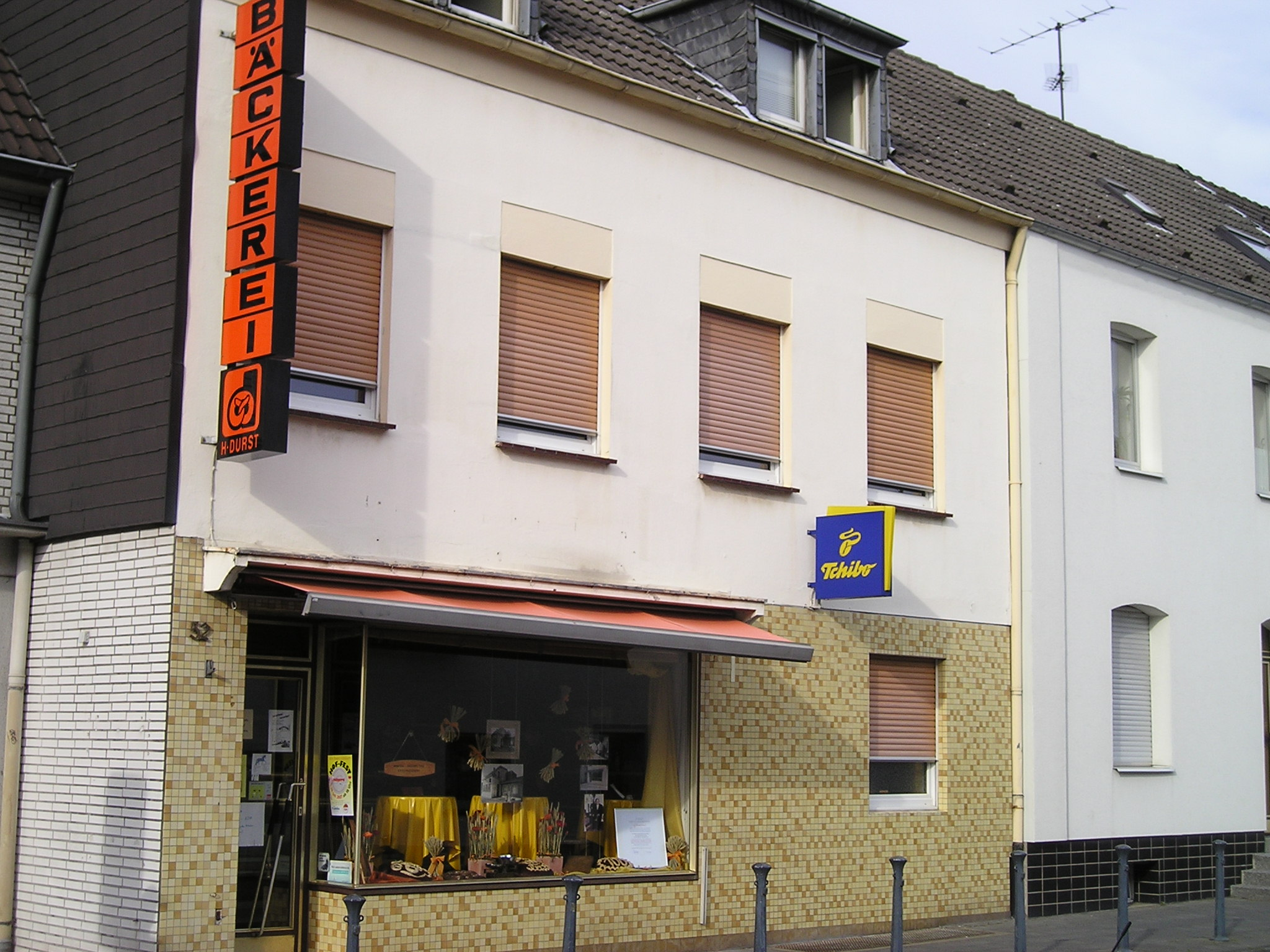
Eine seit 2017 geschlossene Bäckerei in der Hauptstraße

Die Geschäfte sind hauptsächlich in der als Einbahnstraße ausgeführten Hauptstraße und im in den späten 1960er Jahren entstandenen Einkaufszentrum am Holzweg angesiedelt. Die Läden sind nur wenig spezialisiert, hauptsächlich werden Konsumgüter und Waren des täglichen Bedarfs angeboten. Insbesondere in der Hauptstraße wird von den Gewerbetreibenden die geringe Zahl von Parkplätzen als problematisch eingestuft. Eine Verschönerung der Hauptstraße aus städtischen Mitteln wird seit Mitte Februar 2016 durchgeführt. Sie soll bis Mitte 2017 abgeschlossen sein.
Die an der Berghausener Straße/Heinrich-Hertz-Straße gelegene und von Schmolz und Bickenbach betriebene Gießerei wurde 2009 geschlossen. Nach dem Abriss entstanden auf dem Gelände seit Mai 2013 ein Edeka-Markt mit Bäckerei und eine Wohnanlage.

## Bildung

### Kindergärten
- Katholisches Familienzentrum St. Dionysius, Von-Ketteler-Straße
- Evangelische Integrative Kindertagesstätte, Schellingstraße
- AWO-Familienzentrum Villa Regenbogen und Kunterbunt, Bregenzer Straße
- AWO-Kindertagesstätte Geschwister-Scholl-Straße

### Grundschulen
- Armin-Maiwald-Schule, seit dem Schuljahr 2010/2011 als Gemeinschaftsschule infolge einer organisatorischen Zusammenlegung der bisherigen Alexander-von-Humboldt- und Geschwister-Scholl-Schule.[25]
- Winrich-von-Kniprode-Schule (katholische Konfessionsschule)

### Schule für Sprachbehinderte
Die Leo-Lionni-Schule für Sprachbehinderte im Kreis Mettmann ist nahe der Geschwister-Scholl-Schule eingerichtet.

### Weiterführende Schulen
Baumberg verfügt selbst über keine weiterführenden Schulen. Die meisten Schüler besuchen weiterführende Schulen in Monheim am Rhein, Düsseldorf und Langenfeld im Rheinland.

## Kultur und Freizeit
Das Haus Bürgel in der Urdenbacher Kämpe verfügt über ein Museum zur römischen Geschichte.
Seit 2003 werden unter anderem Grabungsfunde ausgestellt. Ergänzt werden die acht Ausstellungsräume durch einen Außenpfad, der die Besucher an den ehemaligen Kastellmauern entlangführt.
Die Pflasterungen heben die Position mehrerer Türme, eines Tores und des einstigen Kastellbades als auch die Lage des römischen Friedhofs ist im Gelände gekennzeichnet.
Seit den 1990er Jahren gibt es in Baumberg eigenständige Karnevalsvereine (1. Baumberger Karnevalsgesellschaft 1990 e. V., 1. Boomberger Hippegarde von 1998, „berittene Garde zu Fuß“ Kin Wiever von 1999), die einen eigenen Veedelszoch (Kölsch für Karnevalsumzug durch das Viertel) durchführt. Dieser findet einen Tag vor Rosenmontag statt, während der Karnevalszug in Monheim am Rhein am Rosenmontag selbst stattfindet.

### Bauwerke

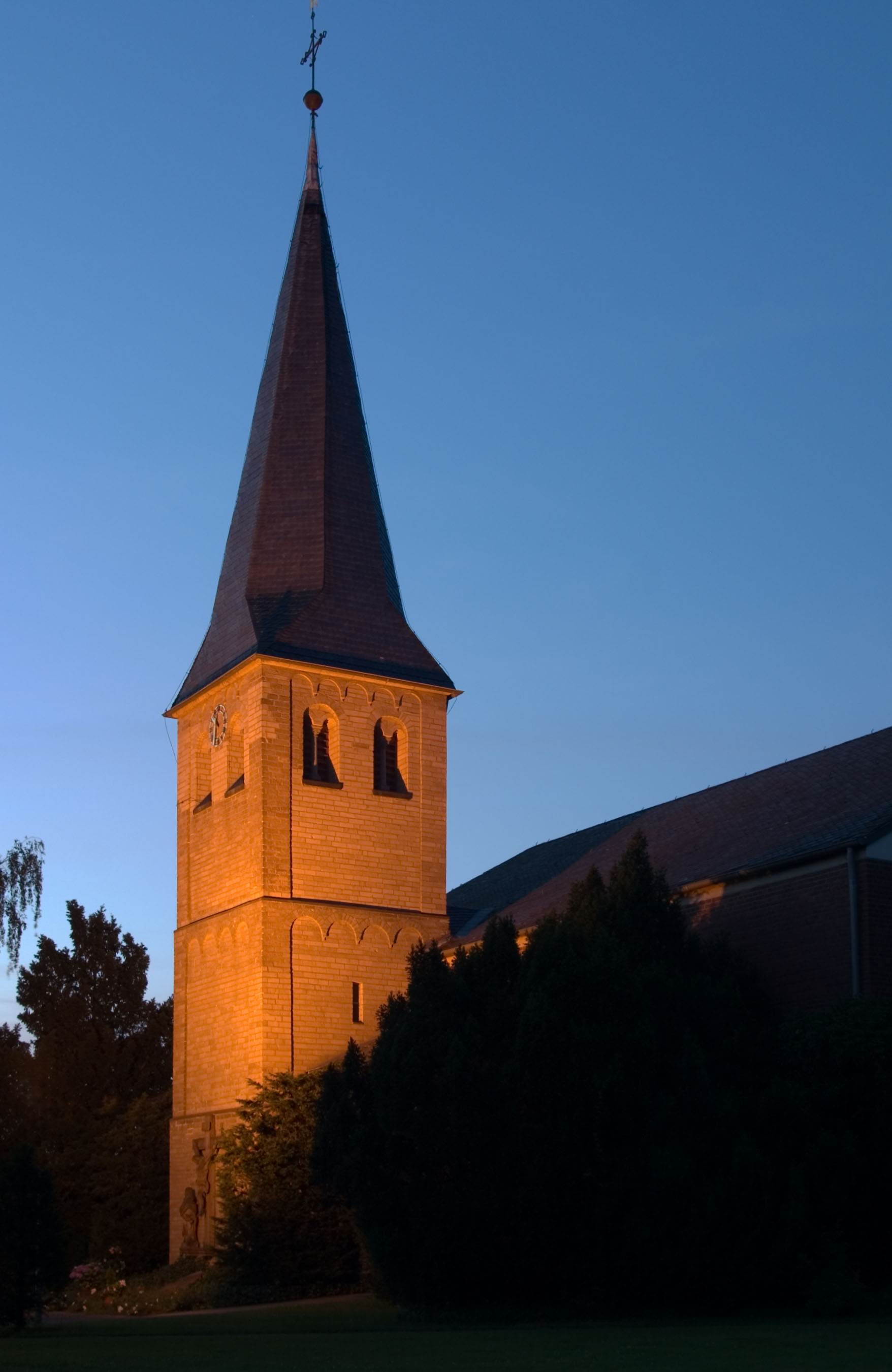
Katholische Kirche St. Dionysius

#### Kirche St. Dionysius
Der Turm der römisch-katholischen Kirche St. Dionysius stammt aus dem 12. Jahrhundert. Benannt wurde sie nach Dionysius von Paris.

#### Friedenskirche
Das evangelische Gemeindezentrum der Friedenskirche wurde in den Jahren 1968 bis 1974 nach Plänen des Schweizer Architekten Walter Maria Förderer erbaut. Sie ist ein herausragendes Beispiel für den Baustil des Brutalismus im Rheinland.

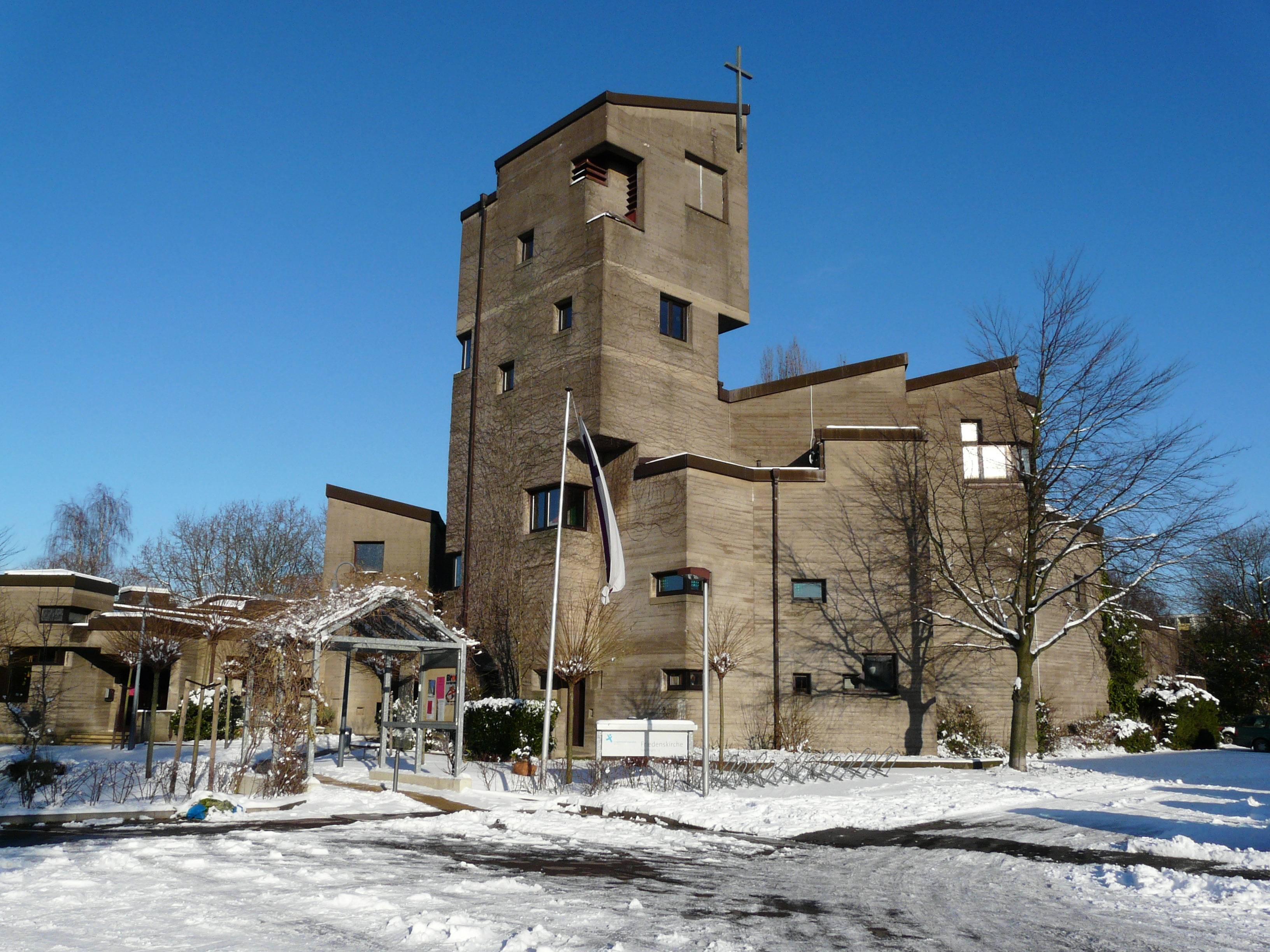
Friedenskirche Monheim-Baumberg

#### Haus Bürgel
Das Haus Bürgel ist ein mittelalterliches Königsgut im Stadtteil Baumberg der Stadt Monheim am Rhein an der Grenze zur Stadt Düsseldorf, das auf römische Ursprünge zurückgeht.

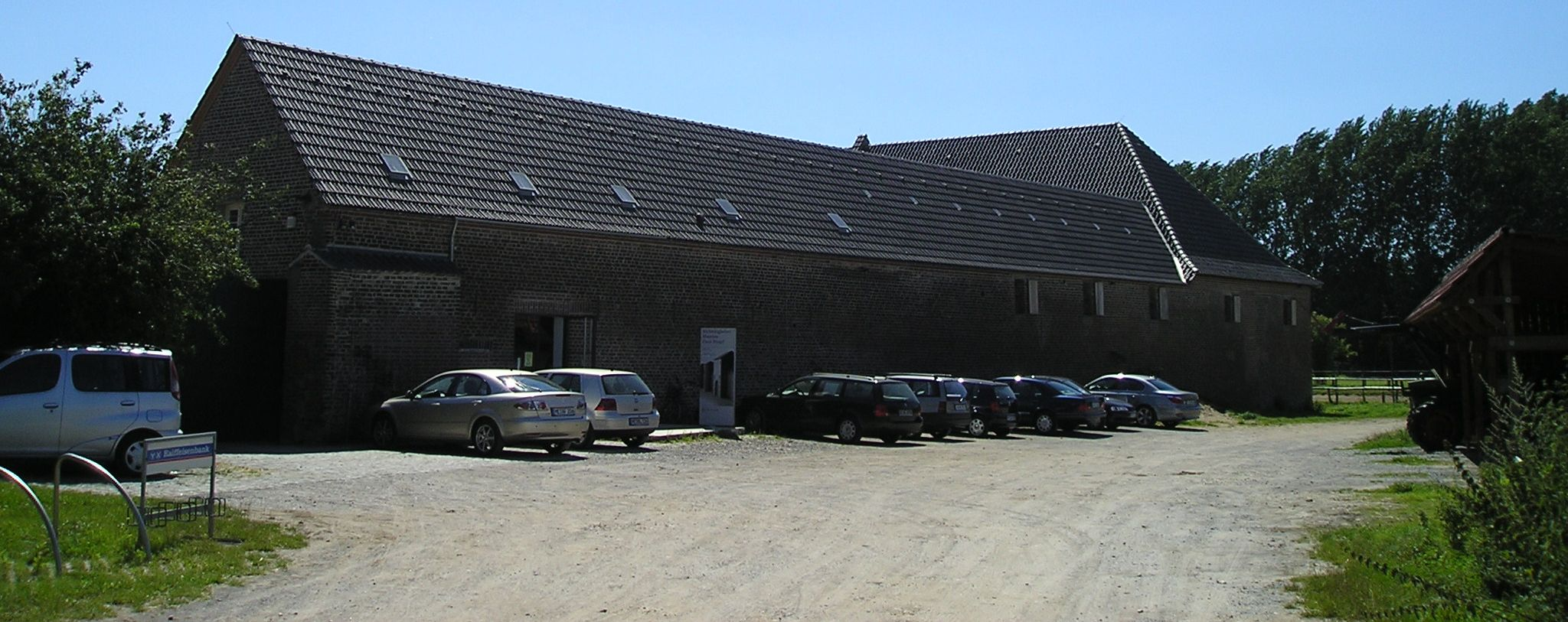
Haus Bürgel

#### Bürgerhaus
Das in den 1980er Jahren in Brettschichtholzbauweise erbaute Bürgerhaus steht für Veranstaltungen von Vereinen zur Verfügung, kann jedoch auch für Feiern von Bürgern angemietet werden.

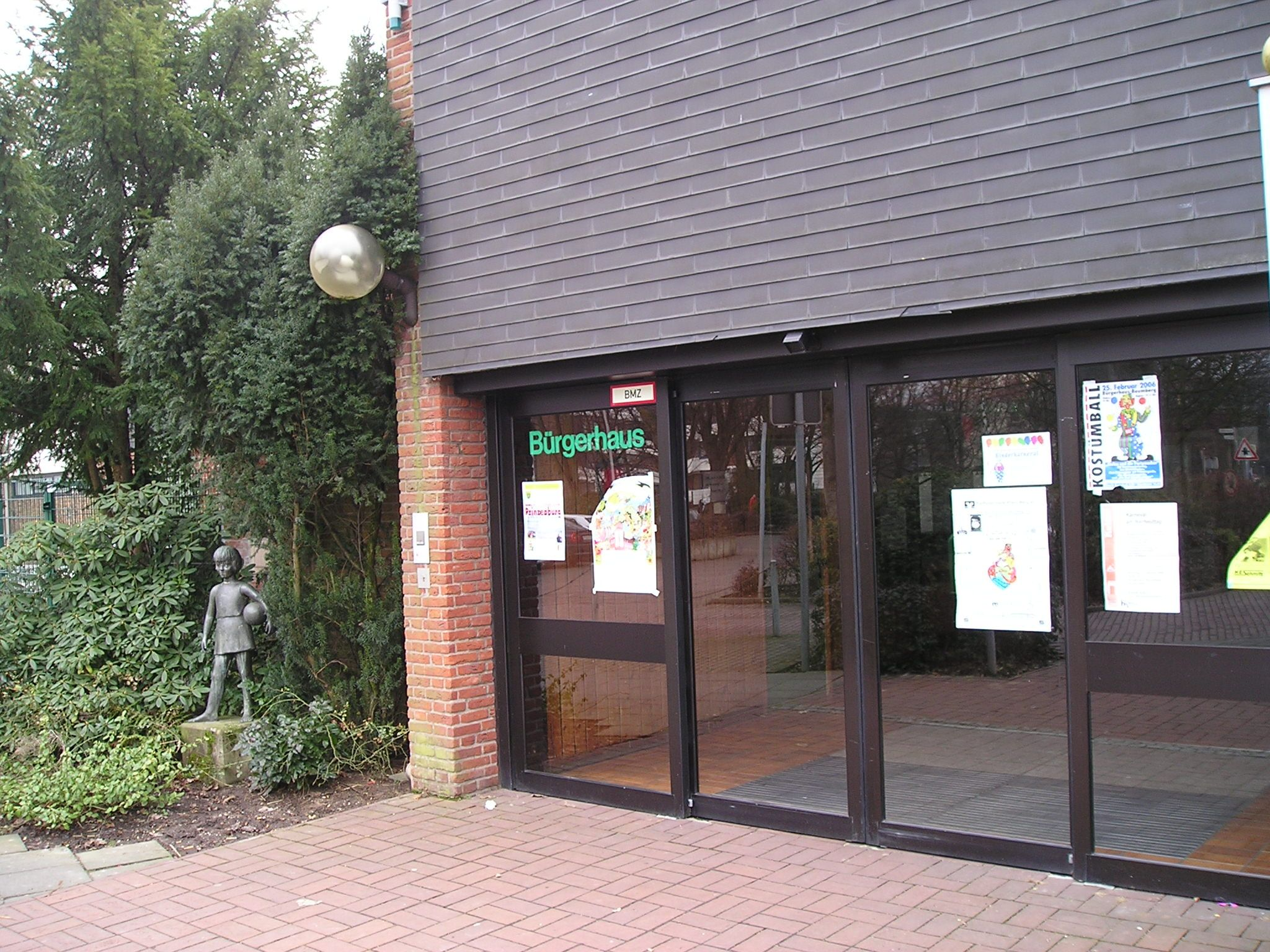
Bürgerhaus

### Naherholung/Naturschutz

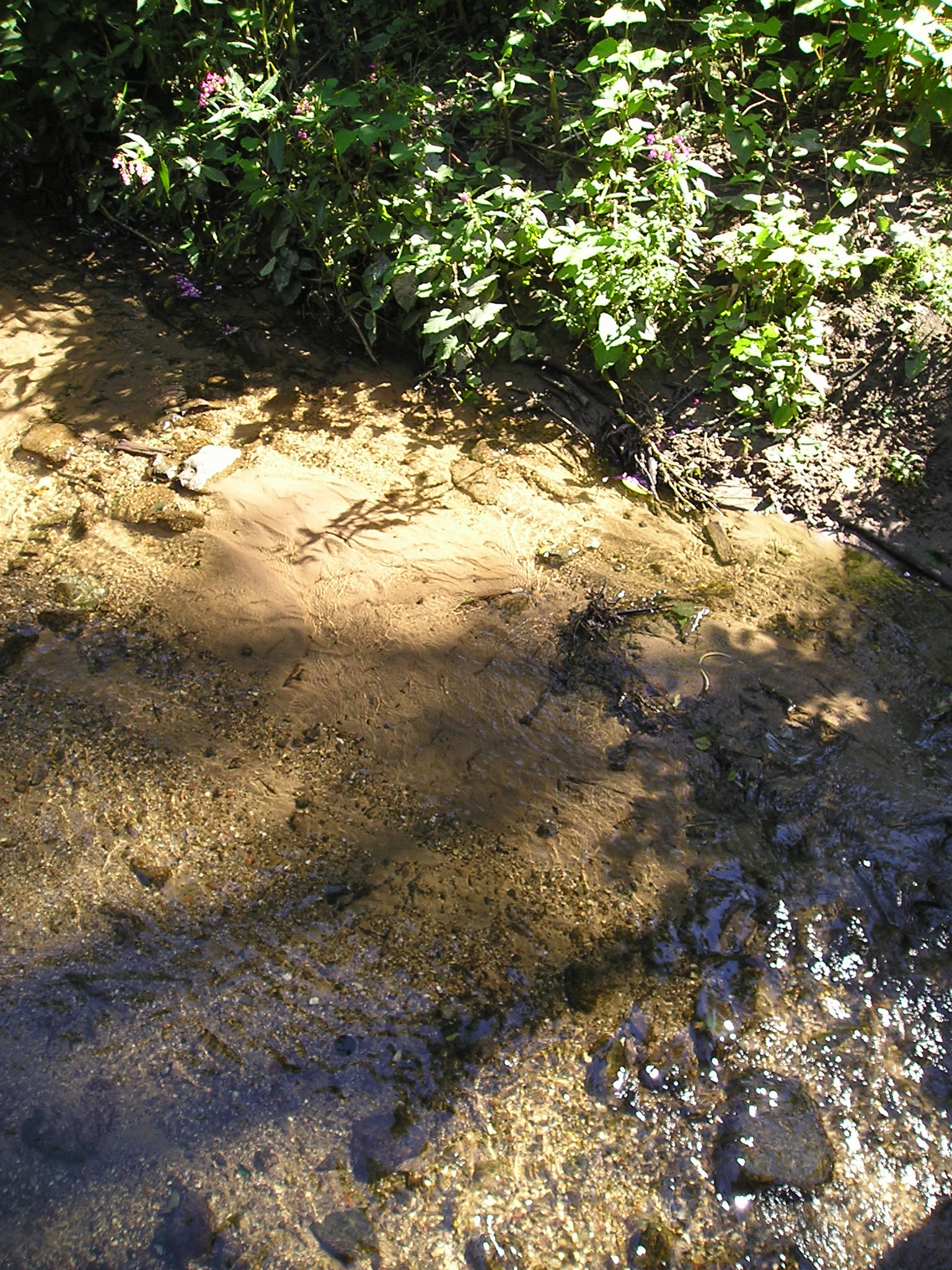
Bach in der Urdenbacher Kämpe

Die Urdenbacher Kämpe ist ein Gebiet eines ehemaligen Rheinmäanders zwischen Düsseldorf-Urdenbach, -Garath, Düsseldorf-Hellerhof und Baumberg und zum Teil als Naturschutz-, zum Teil als Wasserschutzgebiet ausgewiesen.

### Vereine
Baumberg verfügt über eine Vielzahl von Vereinen, bekannteste sind die Sportfreunde Baumberg e. V. (Fußball-Oberliga Niederrhein), der 1. FC Monheim e. V. (Fußball-Oberliga Niederrhein) und die St.-Seb.-Schützenbruderschaft Baumberg 1900 e. V.

### Regelmäßige Veranstaltungen
- Veedelszoch (Kölsch für Karnevalsumzug durch das Viertel), jährlich einen Tag vor Rosenmontag.
- Sommerfest der Freiwilligen Feuerwehr Baumberg, eine Woche nach Pfingsten
- Sonnwendfest auf der Bürgerwiese (jeweils der Samstag nach dem 21. Juni oder am 21. Juni)
- Sängerkirmes, im September
- Martinsumzug für alle Kinder unter 14 Jahre mit abschließender Verteilung der durch Spenden finanzierten, einheitlichen Martinstüte, jährlich am 11.11. Ausgeführt vom Martins-Komitee Baumberg 1909 e. V.[30]
- Nikolausmarkt im Dezember (seit 1998)[31][32]